# 冼錦豪
冼錦豪（英語： Jeffrey Sin Kam-ho，1989年7月16日—），香港政治人物，地區組織深水埗社區關注組成員，前香港深水埗區議會石硤尾選區議員。現時定居台灣，並入讀國立台灣藝術大學。

## 簡歷
冼錦豪於廣州出生並在香港成長，在鄧鏡波學校畢業。
曾修讀紀律部隊實務毅進文憑課程，原欲以投考警察為目標，不過由於警察形象逐漸低落，最終決定從事演藝工作，亦曾演出數套香港電視娛樂的電視劇。
2019年6月，受反對逃犯條例修訂草案運動啟發，與林倩同合組地區組織深水埗社區關注組，並於石硤尾選區展開社區服務，最終冼錦豪以10票之差險勝陳國偉，令陳連任失敗，西九新動力選後表示，選舉期間陳國偉石硤尾邨辦事處及毗鄰的梁美芬立法會議員辦事處多次受到破壞，認為周邊範圍亦有抹黑宣傳，選舉在不公平情況下進行，將會提出選舉呈請。
| 政党   | 政党              | 候选人    | 票数  | %      | ±      |
| ------ | ----------------- | --------- | ----- | ------ | ------ |
|        | 深水埗社區關注組  | ①. 冼錦豪 | 3,235 | 50.07% | 不適用 |
|        | 經民聯/西九新動力 | ②. 陳國偉 | 3,225 | 49.93% | -7.97  |
| 多数票 | 多数票            | 多数票    | 10    | 0.04%  | 不適用 |